# Troy Murray
Troy Murray, född 31 juli 1962 i Calgary, Alberta, är en kanadensisk före detta professionell ishockeyspelare som representerade ishockeyklubbarna Chicago Blackhawks, Winnipeg Jets, Ottawa Senators, Pittsburgh Penguins och Colorado Avalanche i NHL mellan åren 1982 och 1997. Han listades som 57:e spelare totalt i NHL-draften 1980 av Chicago Blackhawks.

## Karriär

### 1980-talet
Troy Murray uppmärksammades tidigt i den kanadensiska ishockeyn. Han spelade två säsonger för St. Albert Saints i juniorligan AJHL i Alberta. 1982 blev han uttagen till det kanadensiska JVM-landslaget och blev dessutom utsedd till lagkapten. Han var med om att föra Team Canada till ett JVM-guld. Det skulle dock dröja till den tredje rundan i NHL-draften innan ett lag valde honom.
Murray debuterade i Chicago Blackhawks under slutspelet säsongen 1981–82 och han gjorde den 4 april 1982 sitt första slutspelsmål i en match mot Minnesota North Stars. Säsongen 1982–83 blev Murrays rookiesäsong, och under den gjorde han 16 poäng på 54 matcher och gjorde sitt första mål mot Toronto Maple Leafs.
Murray gjorde flera stabila säsonger som defensiv forward i Blackhawks men under säsongen 1985–86 noterades han för sin bästa säsong offensivt. På 80 matcher gjorde han 45 mål och 99 poäng. Det bidrog till att han 1986 belönades med Frank J. Selke Trophy som året bästa defensiva forward.

### 1990-talet
Efter nästan 10 år i Blackhawks bytte klubben säsongen 1991–92 bort Murray till Winnipeg Jets. I sin nya klubb blev han utsedd till lagkapten. Han slutade på 17 gjorda mål och 47 poäng i sin nya klubb. Redan säsongen därpå bytte dock Jets tillbaka Murray till Blackhawks.
Blackhawks bytte redan nästa säsong, 1993–94, bort honom till Ottawa Senators. I den nya klubben fick han stanna säsongen ut. Ottawa bytte säsongen 1994–95 bort Murray till Pittsburgh Penguins. Penguins behöll honom heller inte länge och inför säsongen 1995–96 bytte de bort honom till Colorado Avalanche. 
Efter att Murray spelat ett fåtal matcher för flera olika klubbar skulle han till sist få göra en hel säsong i Avalanche. Han noterades för 21 poäng på 63 matcher. Murray spelade även 8 matcher i slutspelet och var med om att vinna Stanley Cup med Colorado Avalanche. Det här var också den sista säsongen han gjorde i NHL, men han gjorde också en säsong i AHL-laget Chicago Wolves där han spelade 81 matcher och noterades för 50 poäng. 
När Murray slutade som spelare stannade han på 230 mål och 354 assist på 915 NHL-matcher. Hans höjdpunkter i karriären får ses som hans JVM-guld, Frank J. Selke Trophy 1986 och Stanley Cup-segern med Colorado Avalanche våren 1996.

## Efter ishockeyn
Vid sidan av ishockeyn har Troy Murray studerat, bland annat management och ingenjörsvetenskap. Dock kunde han endast studera under säsongsuppehållen. Han fick sin examen från DePaul University i Chicago.
Efter ishockeykarriärens slut har han haft flera olika arbeten, bland annat för Chicago Mercantile Exchange runt 1997, som ishockeyanalytiker i TV 1998–2003 och senare som expertkommentator på Chicago Blackhawks egna radiokanal.

## Klubbar i NHL
- Chicago Blackhawks 1982–1991, 1993–1994
- Winnipeg Jets 1991–1993
- Ottawa Senators 1994–1995
- Pittsburgh Penguins 1995
- Colorado Avalanche 1995–96